# Uvbergstjärnen, Ångermanland
Uvbergstjärnen är en sjö i Örnsköldsviks kommun i Ångermanland och ingår i Moälvens huvudavrinningsområde.